# Femmine del mare (film 1928)
Femmine del mare (Submarine) è un film muto del 1928 diretto da Frank Capra e, non accreditato, Irvin Willat.

## Trama
Il sommozzatore Jack Dorgan e il marinaio Bob Mason sono grandi amici, ma vengono divisi quando Jack viene mandato a casa, in California, mentre Bob parte invece con la flotta per il Pacifico. Un anno dopo, a San Diego, Jack conosce una ragazza, Bessie, si innamora e la sposa. Ma solo pochi mesi dopo, Bessie è annoiata dalla vita matrimoniale e dalle lunghe assenze del marito. Nostalgica della sua vecchia vita, quando frequentava le sale da ballo, torna al Palais Ballroom dove conosce Bob che le fa subito la corte. Una settimana più tardi, Bob, sul punto di imbarcarsi, accetta l'invito di Jack che vuole presentargli la moglie. Quando vede che questa non è altri che Bessie, Bob rimane inorridito ma poi, quando Jack deve assentarsi, i due riprendono a flirtare. Jack, che sorprende l'amico in una situazione che gli fa credere che stia importunando la moglie, fa a botte con lui, buttandolo a terra.
Il sottomarino dove è imbarcato Bob ha un incidente con un cacciatorpediniere e affonda, lasciando l'equipaggio vivo ma con poca aria. La Marina ricorre ai sommozzatori e della missione di salvataggio viene incaricato Jack che dapprima è titubante. Ma poi, quando scopre tra le cose della moglie delle giarrettiere con una fantasia a dadi, come quelle che Bob ha sempre regalato alle sue ragazze, corre a salvare l'equipaggio che ormai aveva perso ogni speranza.
Mentre Bessie è seduta al Ballroom Palais con un nuovo marinaio, Jack e Bob, a bordo di una scialuppa, tornano insieme a terra, amici come prima.

## Produzione
Il film fu prodotto dalla Columbia Pictures Corporation. Fonti moderne segnalano che fu il primo film ad alto budget di Capra e una delle prime pellicole di serie A della Columbia, finanziata con 250.000 dollari. Il film venne distribuito con colonna sonora ed effetti sonori sincronizzati.
Le scene in esterni in riva al mare vennero girate a San Pedro, Los Angeles. Secondo l'autobiografia di Capra, Harry Cohn gli chiese di sostituire nelle riprese il noto regista Irvin Willat a dispetto che Capra era stato messo contratto alla Columbia solo per cinque produzioni a basso costo. Willat sperava di poter completare almeno le scene subacquee, ma Cohn lo rimpiazzò con Capra con un preavviso di poche ore, iniziando a girare a San Pietro con un centinaio di comparse a chiamata e con un certo numero di uomini della Marina. Benché Willat avesse lavorato alle riprese per tre settimane, Capra volle rifare tutte le scene già girate.

## Distribuzione
Il copyright del film venne registrato il 15 novembre 1928 con il numero LP25833. Distribuito dalla Columbia Pictures, il film uscì nelle sale cinematografiche statunitensi il 12 novembre dopo essere stato presentato in prima a New York il 28 (o 30) agosto 1928.
Secondo alcune riviste, il film prese spunto da due disastri di sottomarini. La marina militare degli Stati Uniti prese parte alla produzione come consulente e Film Daily notò che il film fu presentato agli uomini della U.S.S. Utah con una proiezioni speciale.